# 毕有森
毕有森（1929年—1989年9月），云南路南（今石林）人，彝族撒尼人，中华人民共和国政治人物。

## 生平
1949年6月，参加路南圭山民运工作，同年7月加入中国共产党，1950年任路南区委会组织干事、中共路南县委组织干事。1955年，任中共路南县委组织部副部长。1956年12月31日，经云南省人民委员会批准，路南县在鹿阜镇召开自治县成立庆祝大会。路南县首届人民代表大会第一次会议选举产生了由19名委员组成的路南彝族自治县人民委员会，其中彝族委员9人，汉族8人，苗族和壮族各1名。会议选举毕有森为自治县县长，佟家兴（彝族）、赵育坤（汉族）为副县长。1956年12月至1958年11月，担任路南彝族自治县人民委员会县长。后担任云南省第二届人大代表。1957年3月26日，国务院全体会议举行第四十三次会议，通过了《关于撤销路南县、设置路南彝族自治县的决定》，批准自治县的行政区域为原路南县的一、二、三、四、六、七区的全部，原路南县第五区划归宜良县。
1958年先后任宜良路南县公社党委书记、板桥公社党委书记。1961年3月至1963年2月，担任宜良县竹山区公所主任。1963年任中共宜良县委统战部部长。1964年调曲靖地区工作，任专署民政科副科长。文化大革命期间受到迫害。1969年，送曲靖专署机关五七干校接受审查，以后又任东川修建铁路二团副政委、昆明铁路局桥隧指挥部民兵营营长。1973年，任曲靖地区粮油机械厂厂长。1977年，任曲靖地区粮食局党组成员、副局长。1983年，离休。1984年，任曲靖地区粮油公司离休老干党支部书记。因患心肌病、充血性心力衰竭、心源性肝硬化，1989年9月在曲靖逝世，终年60岁。